# Cubitanthus
Cubitanthus é um género botânico pertencente à família Gesneriaceae.

## Espécie
Cubitanthus alatus

## Nome e referências
Cubitanthus (Cham. & Schlecht. ) K.Barringer